# Mogens Lyhne
Mogens Lyhne-Christensen (født 18. juni 1945 i København) er en dansk forfatter og oversætter. Mogens er far til skuespiller Mia Lyhne, cheflæge og psykiater Nadia Lyhne Andersen og debattør Amalie Lyhne.
Han er læreruddannet fra Statsseminariet på Emdrupborg 1967-70 og har siden 1980 arbejdet som folkeskolelærer og bibliotekar ved Stengårdsskolen & Bækkegårdsskolen i Ølstykke.
Mogens Lyhne debuterede som forfatter med romanen Anders og damerne. En roman om sex og vold i 1974 og har siden udgivet flere romaner, heraf flere for børn og unge samt bl.a. Dingobogsserien om Faruk.
Han har desuden stået bag oversættelser af udenlandsk dramatik til Bristol Music Centers Teater, Betty Nansen Teatret, Århus Teater og Radioteatret.
 Der er for få eller ingen kildehenvisninger i denne artikel, hvilket er et problem. Du kan hjælpe ved at angive troværdige kilder til de påstande, som fremføres i artiklen.